# Liste der Banken in Gambia
Dies ist eine Liste der Banken im westafrikanischen Staat Gambia.

## Zentralbank
- Central Bank of The Gambia (CBG), Banjul

## Handelsbanken
- Standard Chartered Bank (Gambia) Ltd, Banjul
- Trust Bank Ltd, Banjul
- MegaBank (gegründet 2008 als International Bank for Commerce (IBC), später PlatinumHabib Bank/Bank PHB, ab 2011 Keystone Bank, seit 2015 MegaBank)[1]
- Arab Gambia Islamic Bank, Banjul
- First International Bank, Banjul
- Guaranty Trust Bank (Gambia) Ltd, Bakau (Guaranty Trust Bank)
- International Commercial Bank (Gambia) Ltd, Serekunda
- Access Bank Gambia Limited, Bakau
- Eco Bank Gambia Ltd, Fajara (Ecobank Transnational)